# 10 Brygada Zmechanizowana
10 Opolska Brygada Zmechanizowana im. płk. Piotra Wysockiego (10 BZ) – były związek taktyczny Wojsk Zmechanizowanych Sił Zbrojnych RP.

## Historia
Brygada została sformowana w 1994 roku, w garnizonie Opole, w składzie 10 Sudeckiej Dywizji Zmechanizowanej. Jednostka została zorganizowana na bazie rozformowanego 10 pułku zmechanizowanego.
W wyniku zmian restrukturyzacyjnych w Wojsku Polskim i rozwiązaniem 10 Dywizji Zmechanizowanej w 1999 brygadę rozformowano.
Sztandar, wraz z tradycjami brygady przekazany został 1 batalionowi logistycznemu z 10 Opolskiej Brygady Logistycznej.

## Tradycje
Decyzją Ministra Obrony Narodowej nr 105/MON z 14 lipca 1995 brygada kultywowała tradycje:
- 10 regimentu pieszego Ordynacji Rydzyńskiej (1775 – 1794)
- 10 pułku piechoty (1806 – 1813)
- 10 pułku piechoty liniowej (1830 – 1831}
- 10 pułku piechoty (1919 – 1939)
- 10 pułku piechoty we Francji (1940)
- 10 pułku piechoty w ZSRR (1944 –1945)
- 10 pułku piechoty (1952 –1955)
- 10 pułku czołgów średnich (1957 – 1989)
- 10 pułku zmechanizowanego (1989 – 1993)

## Struktura organizacyjna
- dowództwo i sztab
- batalion dowodzenia
- 3 bataliony zmechanizowane
- batalion czołgów
- batalion piechoty zmotoryzowanej
- dywizjon artylerii samobieżnej
- dywizjon artylerii przeciwpancernej
- dywizjon artylerii przeciwlotniczej
- kompania rozpoznawcza
- kompania saperów
- kompania zaopatrzenia
- kompania remontowa
- kompania medyczna

Podstawowe uzbrojenie brygady stanowiły:
- bojowe wozy piechoty BWP-1
- czołgi średnie T-72
- haubice samobieżne 2S1 Goździk
- armaty przeciwlotnicze ZU-23-2
- opancerzone samochody rozpoznawcze BRDM-2

## Dowódcy brygady
- czpo mjr. dypl. Stanisław Maksymowicz